# Jonas Mekas
Jonas Mekas   (Biržai i Lituània, 24 de desembre de 1922 - Brooklyn, 23 de gener de 2019) era un cineasta i poeta lituà que va fer la seva carrera als Estats Units. Va ser el padrí del cinema underground.
El 1944, després d'haver estat detingut pels nazis juntament amb el seu germà Adolfas, passa vuit mesos reclòs en un camp de treballs forçats de l'Alemanya nazi. Els germans reïxen escapar per amagar-se a una granja durant els dos últims mesos de la guerra. Després d'aquest període Mekas viu durant quatre anys a diferents camps de refugiats gestionats pel bàndol dels aliats a Wiesbaden i Kassel. És durant aquests anys que el seu interès pel cinema es veu potenciat per la projecció de pel·lícules per part de l'exèrcit americà, de les quals títols com El tresor de Sierra Madre van tenir un gran impacte en el futur cineasta.
L'any 1946, estudia filosofia a la Universitat de Magúncia fins al 1949, any en què emigra juntament amb el seu germà als Estats Units i s'estableix al barry al barri de Williamsburg a Brooklyn (Nova York). Dues setmanes després de la seva arribada, fa un préstec per comprar una primera càmera Bolex de 16 mil·límetres i comença a registrar moments de la seva vida. Mekas és una de les figures principals de l'avantguarda cinematogràfica nord-americana o, com ell mateix ho bateja a la fi dels anys cinquanta, del New American Cinema, en el qual té diversos papers.
El 1954 és nomenat redactor en cap de Film Culture. El 1962 és un dels cofundadors de la Film Maker's Cooperative (FMC) i el 1964, de la Filmmakers' Cinematheque, que més endavant esdevindrà els Anthology Film Archives. L'any 1970, l'Anthology Film Archives inaugura un espai que serveix desala de projecció, museu i llibreria i Mekas n'esdevé el director. Arrel de la projecció de les pel·lícules Flaming Creatures (1964) i Un Chant d'Amour (1950) és arrestat per obscenitat, fet que el motiva a començar una campanya encontra de les polítiques de censura mentres continuava projectant films al Museu Jueu de NovaYork, la Galeria d'Art Modern entre d'altres. És a Anthology Film Archives on, junt a icones del cinema experimental com Stan Brakhage, Peter Kubelka, James Broughton, Ken Kelman i P. Adams Sitney comença el projecte d'Essential Cinema, una recopilació d'obres claus del cinema experimental en un marc històric. Aquesta llista encara continua sent un referent relevant avui dia.
Parel·lelament a aquests projectes, Mekas feia classes de cinema a institucions com la New School for Social Research (NSSR), el Massachusetts Institute of Technology (MIT), la Cooper Union i la Universitat de Nova York. Participa en la literatura clàssica de Lituania i publica més de vint obres tant de poesia com de prosa en lituà, francès, alemany i anglès.
Com a cineasta,va fer films narratius (Guns of the Trees, 1962), documentals (The Brig, 1964) i «diaris» precursors, com Walden (1969), Lost, Lost, Lost (1976), Reminiscences of a Journey to Lithuania (1971-1972), Zefiro Torna (1992) i As I was Moving Ahead, Occasionally I saw Brief Glimpses of Beauty (2000); aquest darrer, muntat a partir de les gravacions acumulades al llarg de cinquanta anys de vida. El 2007, Mekas roda 365 curtmetratges, un per cada dia de l'any, que publica diàriament a la seva pàgina web. El 2011 presenta al Festival de Berlin el llarg metratge Sleepless Nights Stories.

## Vida personal
Mekas es va casar amb Holis Melton l'any 1974, amb qui té una filla, Oona, i un fill, Sebastian. Els tres apareixen en bona part de la seva filmografía, inclosa Out-takes from the Life of a Happy Man, on es mostren vivint al seu pis de Soho, a Manhattan juntament amb els gats, figures que també tenen una presència recurrent en la seva obra. De la mateixa manera, ParadiseNot Yet Lost (1980) es una memoria de la seva vida i viatges familiars així com, en part, també ho és As I Was Moving Ahead Occasionally I saw Brief Glimpses of Beauty (2000) pel seu alt contingut de fotogrames relatius al seu dia a dia i la convivència amb la seva família.
El seu germà Adolfas mor l'any 2011 i el seu matrimoni acaba en divorci. Mor a casa seva ae Nova York el 23 de gener de 2019 als 96 anys.
Cal destacar la seva amistat amb personatges importants de l'època com Andy Warhol, Nico, Yoko Ono, John Lennon, Allen Ginsberg i Salvador Dalí.

## Reconeixement
El 2007 es va obrir a Vilnius el Centre d'Arts Visuals Jonas Mekas (Jono Meko Vizualiųjų Menų Centras).